# Enveloppe sonore (psychanalyse)
Pour les articles homonymes, voir Enveloppe et Enveloppe sonore.
Le terme d'enveloppe sonore a été proposé par Didier Anzieu et repris par Edith Lecourt,. Cette enveloppe sonore est composée de deux faces : une face verbale, tournée vers l'extérieur et une face musicale tournée vers l'intérieur. Les deux faces sont indissociables et complémentaires. La notion a été abordée par Didier Anzieu en particulier dans son ouvrage Le moi-peau.

## Ouvrages psychanalytiques
- Le moi-peau, Paris, Ed.: Dunod, 1995,  (ISBN 2-10-002793-X)
- Collectif, Les Enveloppes psychiques, Ed. Dunod, 2003,  (ISBN 2-10-007049-5)
- Le penser. Du Moi-peau au Moi pensant, Paris, Dunod 1994,  (ISBN 2-10-001678-4)
- Psychanalyse et limites, Dunod, 2007,  (ISBN 978-2-10-050753-5)